# Yūrqol
Yūrqol (persiska: يورقل) är en ort i Iran.   Den ligger i provinsen Kurdistan, i den nordvästra delen av landet, 400 km väster om huvudstaden Teheran. Yūrqol ligger 1 707 meter över havet och antalet invånare är 368.
Terrängen runt Yūrqol är kuperad, och sluttar västerut. Runt Yūrqol är det ganska glesbefolkat, med 48 invånare per kvadratkilometer. Närmaste större samhälle är Tīlkū, 18,4 km söder om Yūrqol. Trakten runt Yūrqol består i huvudsak av gräsmarker.